# Museu Lapidário
O Museu Lapidário é um dos vários institutos culturais mantidos pela Fundação Calvet. Está localizado em Avinhão, França, e dedica-se a preservar a coleção arqueológica da Fundação.
Seu acervo foi originalmente formado a partir da coleção de Esprit Calvet, nascido em Avinhão em 24 de novembro de 1728, composta de esculturas da Antiguidade e da Idade Média. Instaladas a princípio no Hôtel de Villeneuve-Martignan, no século XIX, com as numerosas aquisições e doações de Esprit Requien, basicamente de obras clássicas da coleção Nani, foi preciso encontrar um novo local para recebê-las. Desde 1933 a antiga capela do colégio jesuíta de Avinhão vem servido como sede do museu. É um bom exemplar de arquitetura barroca, construída por Etienne Martelange e François de Royers de la Valfenière entre 1575 e 1667.
Depois de remanejos na coleção, hoje o Museu Lapidário abriga obras das culturas grega, etrusca, romana, galo-romana e paleocristã, além de itens pré-históricos, incluindo estatuária, inscrições, lápides, vasos, relevos e sarcófagos, muitas delas provenientes da região de Avinhão.